# Mistrzostwa Kazachstanu w Skokach Narciarskich 2019 (październik)
Mistrzostwa Kazachstanu w Skokach Narciarskich 2019 – zawody mające na celu wyłonić mistrza Kazachstanu w skokach narciarskich, które zostały rozegrane w Ałmaty w dniach 17–20 października 2019 na skoczniach HS100 i HS140 kompleksu Gornyj Gigant. Oprócz mistrzostw seniorów, rozegrano także konkursy w kategoriach wiekowych chłopców i dziewcząt.
W konkursie mężczyzn na normalnej skoczni triumfował Siergiej Tkaczenko, a miejsca na podium uzupełnili Danił Wasiljew oraz Sabirżan Muminow, natomiast na obiekcie HS140 tytuł wywalczył Wasiljew, srebrny medal przypadł Nurszatowi Tursunżanowi, natomiast brązowy medal trafił do Tkaczenki.
Konkursy kobiet padły łupem Walentiny Sdierżykowej.

## Wyniki

### Mężczyźni
| Msc.  | Zawodnik            | Rok ur. | I seria | II seria | Punkty |
| ----- | ------------------- | ------- | ------- | -------- | ------ |
| 1.    | Siergiej Tkaczenko  | 1999    | 97,0 m  | 99,0 m   | 244,5  |
| 2.    | Danił Wasiljew      | 2004    | 89,0 m  | 95,0 m   | 212,0  |
| 3.    | Sabirżan Muminow    | 1994    | 89,0 m  | 95,0 m   | 210,5  |
| 4.    | Nikita Diewiatkin   | 1999    | 87,0 m  | 84,0 m   | 181,0  |
| 5.    | Nurszat Tursunżanow | 2003    | 72,0 m  | 82,0 m   | 141,0  |
| 6.    | Siergiej Krawcow    | 2002    | 73,0 m  | 77,0 m   | 125,0  |
| 7.    | Ilja Miziernych     | 2007    | 72,0 m  | 71,0 m   | 117,5  |
| 8.    | Nikołaj Klimow      | 2005    | 70,0 m  | 70,0 m   | 108,0  |
| 9.    | Iwan Niechoroszew   | 2001    | 69,0 m  | 67,0 m   | 107,0  |
| 10.   | Iłszat Kadyrow      | 2004    | 63,0 m  | 72,0 m   | 104,5  |
| . . . |                     |         |         |          |        |

| Msc. | Zawodnik            | Rok ur. | I seria | II seria | Punkty |
| ---- | ------------------- | ------- | ------- | -------- | ------ |
| 1.   | Danił Wasiljew      | 2004    | 131,0 m | 133,0 m  | 257,7  |
| 2.   | Nurszat Tursunżanow | 2003    | 130,0 m | 126,0 m  | 237,3  |
| 3.   | Siergiej Tkaczenko  | 1999    | 128,0 m | 118,0 m  | 217,3  |
| 4.   | Sabirżan Muminow    | 1994    | 123,0 m | 111,0 m  | 191,7  |
| 5.   | Ilszat Kadyrow      | 2003    | 114,0 m | 107,0 m  | 165,3  |
| 6.   | Nikita Diewiatkin   | 1999    | 112,0 m | 105,0 m  | 159,1  |
| 7.   | Siergiej Krawcow    | 2002    | 102,0 m | 96,0 m   | 115,4  |
| 8.   | Ilja Miziernych     | 2007    | 88,0 m  | 94,0 m   | 88,2   |
| 9.   | Michaił Bojko       | 2000    | 90,0 m  | 91,0 m   | 85,7   |
| 10.  | Gleb Dobriecow      | 2005    | 85,0 m  | 82,0 m   | 57,8   |
| ...  |                     |         |         |          |        |

### Kobiety
| Msc. | Zawodnik              | Rok ur. | I seria | II seria | Punkty |
| ---- | --------------------- | ------- | ------- | -------- | ------ |
| 1.   | Walentina Sdierżykowa | 2001    | 88,0 m  | 83,0 m   | 201,0  |
| 2.   | Wieronika Szyszkina   | 2003    | 83,0 m  | 86,5 m   | 179,5  |
| 3.   | Dajana Piecha         | 2001    | 70,5 m  | 80,0 m   | 136,5  |
| 4.   | Alina Tuchtajewa      | 2001    | 70,0 m  | 79,0 m   | 129,0  |
| 5.   | Amina Tuchtajewa      | 2004    | 74,0 m  | 73,0 m   | 123,0  |

| Msc. | Zawodnik              | Rok ur. | I seria | II seria | Punkty |
| ---- | --------------------- | ------- | ------- | -------- | ------ |
| 1.   | Walentina Sdierżykowa | 2001    | 118,5 m | 118,0 m  | 191,7  |
| 2.   | Wieronika Szyszkina   | 2003    | 85,0 m  | 85,0 m   | 62,7   |
| 3.   | Alina Tuchtajewa      | 2001    | 86,0 m  | 85,0 m   | 60,5   |
| 4.   | Dajana Piecha         | 2001    | 81,0 m  | 78,0 m   | 44,3   |
| ...  |                       |         |         |          |        |